# کارتر جنکینس
کارتر جنکینس (انگلیسی: Carter Jenkins؛ زادهٔ ۴ سپتامبر ۱۹۹۱) یک هنرپیشه اهل ایالات متحده آمریکا است. وی از سال ۲۰۰۳ میلادی تاکنون مشغول فعالیت بوده‌است.

## گزیده فیلمشناسی
از فیلم‌ها یا برنامه‌های تلویزیونی که وی در آن نقش داشته‌است می‌توان به روز والنتین و آکواریوس و بیگانگان زیر شیروانی اشاره کرد .